# Banting
Banting – miasto we Malezji w stanie Selangor. W 2000 roku liczyło 50 274 mieszkańców.